# توحاجییلی
«توحاجییلی» (انگلیسی: To'hajiilee)
سیزدهمین قسمت از فصل پنجم سریال تلویزیونی آمریکایی بریکینگ بد و در مجموع قسمت پنجاه و نهم است. به نویسندگی جورج ماستراس و کارگردانی میشل مک لارن، در ۸ سپتامبر ۲۰۱۳ از ای‌ام‌سی (شبکه تلویزیونی) در ایالات متحده و کانادا پخش شد.

## داستان
تاد آلکوئیست از والتر وایت تماس گرفت و از عمویش جک ولکر می‌خواهد که جسی پینکمن را هیت کند. جک به والت می‌گوید که فقط در صورتی جسی را می‌کشد که والت به تاد بیاموزد که متشکل از آب آبی خود را بپزد، که والت با اکراه موافقت کرد. در همین حال، جسی به هنک شریدر و استیون گومز در مورد برنامه اش برای دستگیری والت از طریق پولش می‌گوید. به رهبری جسی، هنک از Huell Babineaux در یک خانه امن اداره مبارزه با مواد مخدر (DEA) بازدید می‌کند و او را فریب می‌دهد تا با این باور که والت قصد دارد او را بکشد تا مسمومیت والت براک کانتیلو را پنهان کند.  هنک به عنوان اثبات، عکس صحنه‌ای از جسی را نشان می‌دهد که به سرش شلیک شده‌است. هوئل اعتراف می‌کند که او و کوبی پول‌های والت را در بشکه‌ها ذخیره کرده‌اند و والت بشکه‌ها را با یک ون اجاره ای و بیل جمع‌آوری کرده‌است، اما او نمی‌داند این پول‌ها کجا پنهان شده‌است. هنک به هوئل توصیه می‌کند که به هیچ تماسی پاسخ ندهد و خانه را ترک نکند.
جسی عکس بشکه ای پر از پول را برای والت می‌فرستد و ادعا می‌کند که ثروت والت را پیدا کرده‌است و تهدید می‌کند که اگر تماس تمام شود همه آن را می‌سوزاند. والت دیوانه وار به سمت محل هجوم می‌آورد. در طول گفتگوی داغ، والت اعتراف می‌کند که براک را مسموم کرده‌است، اما می‌گوید که او زنده ماندن او را تضمین کرده‌است و تمام قتل‌هایی که انجام داده نیز برای محافظت از جسی انجام شده‌است. والت به محل بیابانی می‌رسد که پولش در آنجا دفن شده‌است اما هیچ‌کس را آنجا نمی‌یابد. سپس ماشین دیگری را می‌بیند که جسی را حمل می‌کند و مخفی می‌شود و معتقد است جسی قصد دارد او را بکشد. او با جک تماس می‌گیرد و مختصات ثروت مدفون خود را به برادری می‌دهد، اما وقتی می‌بیند که هنک و گومز با جسی هستند، آن را لغو می‌کند.
والت در گوشه ای تسلیم هنک می‌شود که او را دستبند می‌زند و حقوق میراندا را برایش می‌خواند. جسی وانمود کرد که ون کرایه‌ای دارای ردیابی GPS است، عکس از حیاط خلوت هنک گرفته شده‌است و آنها والت را از طریق تلفن او ردیابی کرده‌اند. جسی به سمت والت می‌رود و به او تف می‌اندازد که باعث می‌شود والت به جسی حمله کند تا اینکه گومز و هنک آنها را از هم جدا کنند. والت در صندلی عقب SUV گومز قرار می‌گیرد در حالی که جسی تا ماشین والت اسکورت می‌شود. سپس هنک با ماری شریدر تماس می‌گیرد تا به او اطلاع دهد که والت را گرفته‌است. با این حال، جک و برادرش از بیابان، با نادیده گرفتن لغو والت، نزدیک می‌شوند و با هنک و گومز روبرو می‌شوند. والت وحشت زده تلاش می‌کند تا اوضاع را خنثی کند بی‌نتیجه است. باند تیراندازی می‌کند، در حالی که جسی و والت در اتومبیل‌ها پنهان می‌شوند تا از درگیری با اسلحه جلوگیری کنند.